# Кристальные миры Swarovski
Кристальные миры Swarovski (нем. Swarovski Kristallwelten) — музей кристаллов Swarovski, созданный в 1995 году к 100-летнему юбилею фирмы Swarovski художником Андре Хеллером (нем. André Heller). Он расположен в Ваттенсе, в 15 километрах от Инсбрука, на месте первого завода Даниэля Сваровски и неподалёку от нынешней штаб-квартиры компании.
Вместе с Андре Хеллером над созданием музея хрусталя работали Брайан Ино, Ники де Сен-Фалль и другие художники и дизайнеры.
В целом это не обычный музей в традиционном понимании — в нём представлена не история компании, а инсталляции из кристаллов Swarovski. Андре Хеллер придумал сказочную подземную страну, наполненную не всегда понятными, но сверкающими, увлекательными сокровищами. Музей представляет собой огромное интерактивное пространство, где можно не только увидеть, но и услышать, почувствовать и понюхать.
Вначале музей был рассчитан на 200—300 тыс. посетителей в год. Со временем он приобрёл широкую известность как в Австрии, так и за рубежом, и на сегодняшний день является вторым по популярности (после дворца Шёнбрунн в Вене) музеем страны. Средняя посещаемость парка — 700 000 человек в год. В связи с этим музей неоднократно расширялся: в первый раз в 2003 году, а в 2007 году он перестраивался повторно. В очередное расширение было вложено 10 млн евро. Последняя реконструкция музея была проведена в 2015 году.
Здание представляет собой лабиринт из 13 залов, ресторана, самого большого в мире магазина Swarovski, VIP зала для коллекционеров, зала для специальных выставок. Всё это связано коридорами и лестницами.

## Достопримечательности

### Голова великана
Сам музей расположен под землёй. Над поверхностью находится только вход, выполненный в виде головы великана с глазами из зелёных кристаллов. Изо рта постоянно извергается водопад. Справа расположен сад в виде руки.
В подземную часть ведёт стеклянный тоннель, на стенах которого выгравированы стихи великих поэтов: Шекспира, Гарсия Лорки, Гёте. Разумеется, одна из строк этих стихов обязательно содержит слова «кристалл» или «хрусталь».
Считается, что всё, что находится в музее, — это сокровища великана.

### Самые-самые
В музее выставлены самый маленький и самый большой из кристаллов Сваровски. Масса самого большого кристалла — 310 000 карат, его диаметр 40 см. Диаметр самого маленького кристалла составляет всего 0,8 мм. Эти рекордсмены вошли в Книгу рекордов Гиннесса.